# 化机街道
化机街道，是中华人民共和国辽宁省葫芦岛市连山区下辖的一个乡镇级行政单位。

## 行政区划
化机街道下辖以下地区：
新华社区、安宁社区、福宁社区、五里河社区、化顺社区、北院社区和南院社区。